# Bowden Reef
Bowden Reef är ett rev på Stora barriärrevet i Australien.   Det ligger cirka 120 km öster om Townsville i delstaten Queensland.